# Roman Kreuziger
Roman Kreuziger  (né le 6 mai 1986 à Moravská Třebová) est un coureur cycliste et directeur sportif tchèque. Professionnel entre 2006 et 2021, il a notamment remporté le Tour de Suisse 2008, le Tour de Romandie 2009, la Classique de Saint-Sébastien 2009 et l'Amstel Gold Race 2013. Il devient à chacune de ces occasions le premier vainqueur tchèque de ces épreuves. En 2022, il devient directeur sportif au sein de l'équipe bahreïnie Bahrain Victorious.

## Biographie

### Jeunesse et carrière amateur
Roman Kreuziger naît le 6 mai 1986 à Moravská Třebová. Son père, également prénommé Roman, a été coureur cycliste et vainqueur notamment du Circuit des Ardennes et du Tour d'Autriche dans les années 1980. Dès son plus jeune âge, il s'est essayé à différents sports, le football tout d'abord puis le hockey sur glace et enfin, à l'âge de onze ans, il se dirige vers le cyclisme. Son père devient son entraineur puis Pecenka Rabon et Skoda Plzen.
Roman Kreuziger est diplômé de la Sporting & Business school de Plzeň. Il vit actuellement à Plzeň. Il parle l'italien et l'allemand et a deux sœurs, Hélène et Teresa.
À l'âge de quinze ans, il rejoint l'équipe junior GS Schumacher-Wetzikon-Saeco, vivier de la formation professionnelle suisse Saeco-Romer's-Wetzikon, il brille dans cette catégorie en remportant deux fois le Tour de Toscane Juniors (2003 et 2004) et les titres de champion national de sa catégorie en ligne et contre-la-montre. En octobre 2004 à Vérone, il est sacré champion du monde junior sur route après avoir obtenu la médaille d'argent en contre-la-montre. La même année, il est également médaillé d'argent aux mondiaux de cyclo-cross junior derrière le Belge Niels Albert. Grâce à ses succès il remporte la Coupe du monde UCI Juniors.
En 2005, il évolue dans les rangs espoirs de l'équipe GS Plzeň, formation satellite de l'italienne Podenzano, et se classe deuxième du Tour des régions italiennes. En octobre, il signe un premier contrat de trois ans avec l'équipe ProTour italienne Liquigas.

### 2006-2010: Les années chez Liquigas

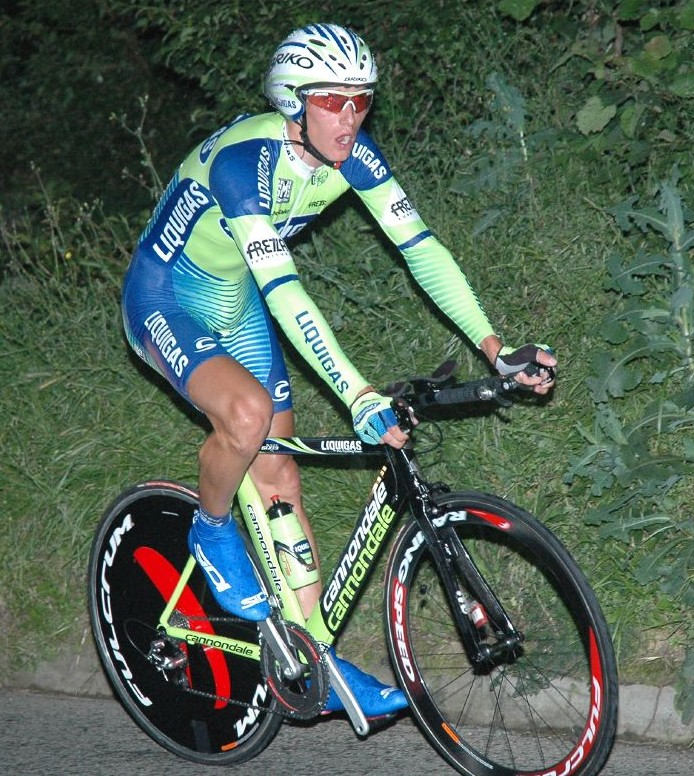
Kreuziger lors de la Bicyclette basque 2007.

Durant sa première saison professionnelle, Roman Kreuziger obtient pour meilleurs résultats deux neuvièmes places au Trophée de la ville de Castelfidardo et au Grand Prix de l'industrie, du commerce et de l'artisanat de Carnago, tous deux disputés au mois d'août. Lors des championnats de République tchèque, il se classe cinquième du contre-la-montre et septième de l'épreuve en ligne. En fin de saison, il participe au Tour de Pologne (15e) puis est l'un des six coureurs sélectionnés en équipe nationale pour l'épreuve en ligne des championnats du monde à Salzbourg en Autriche. Il termine l'épreuve en 87e position.
Il s'est révélé avec des deuxièmes places sur le prologue de Paris-Nice en 2007, et quelques mois plus tard sur celui du Tour de Romandie. Il confirme ces bons résultats sur le sol suisse en terminant deuxième de cette épreuve en 2008 et troisième du Tour de Suisse 2009. Il remporte également le Tour de Suisse 2008. Il bâtit son succès dans le Tour de Suisse sur sa victoire dans un contre-la-montre en côte lors de l'avant-dernière étape, devançant ainsi au général quelques pointures du peloton, telles qu'Andreas Klöden, deuxième.
Il se présente ainsi au Tour de France 2008 dans la peau d'un outsider possible, même s'il déclare s'y présenter pour apprendre. Pour sa première participation, il termine 13e au classement général et deuxième meilleur jeune derrière le Luxembourgeois Andy Schleck.
En 2009, il reste chez Liquigas et continue son ascension. Il gagne le Tour de Romandie ainsi qu'une étape. Au mois de juin, il termine troisième du Tour de Suisse qu'il avait remporté l'année précédente. Il arriva sur le Tour de France avec l'objectif d'entrer dans le top 10. Il se classa neuvième et deuxième meilleur jeune derrière Andy Schleck, 2e du classement général. Il remporte la Classique de Saint-Sébastien au mois d'août, après le déclassement de Carlos Barredo.
Malgré le retour d'Ivan Basso à un très bon niveau, Roman Kreuziger décide de rester chez Liquigas devenue Liquigas-Doimo. Il a pour objectif d'améliorer sa 9e place sur le Tour de France et d'aider Vincenzo Nibali sur le Tour d'Espagne. Il commence sa saison en remportant le Tour de Sardaigne et en terminant sur le podium de Paris-Nice. Il termine ensuite cinquième de l'Amstel Gold Race. Après un abandon au Tour de Romandie et le Tour de Suisse, il arrive sur le Tour de France avec une certaine incertitude[réf. nécessaire]. Kreuziger s'y classe huitième,, et est troisième au classement du meilleur jeune, derrière Andy Schleck et Robert Gesink. Pour terminer la saison, il aide Nibali à remporter la Vuelta.

### 2011-2012: chez Astana

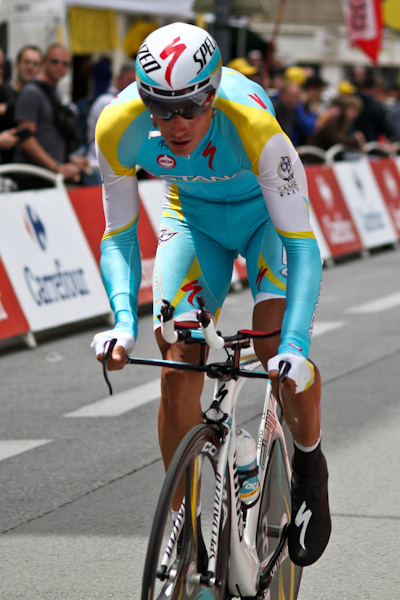
Lors du Tour de France 2011.

En 2011, Kreuziger part chez Astana, où l'on cherche un remplaçant à Alberto Contador. Kreuziger est désigné leader de son équipe sur le Tour d'Italie qu'il dispute pour la première fois. Il commence sa saison en terminant 4e du Tour du Trentin et 4e de Liège-Bastogne-Liège. Au Giro, il est accompagné, pour l'épauler en montagne, de Kišerlovski, Tiralongo, Jufré et Masciarelli notamment. Il termine cinquième du classement général, et remporte le classement du meilleur jeune. C'est son meilleur résultat sur un grand tour. Il dispute ensuite le Tour de France, qu'il termine à la 112e place. Après ce Tour, deux microfractures à la hanche, dues à sa chute lors de la septième étape, lui sont diagnostiquées, entraînant une période de six semaines sans compétition. Sélectionné pour la course en ligne des championnats du monde, il n'en prend pas le départ. Il juge le parcours « très technique et donc dangereux », et préfère ne pas disputer la course pour éviter une nouvelle blessure.
En 2012, toujours chez Astana, il privilégie une nouvelle fois le Giro au Tour de France. Il entame donc sa saison dans cette optique et obtient ses premiers résultats significatifs lors de Tirreno-Adriatico où il prend la deuxième place des quatrième et cinquième étapes et est finalement troisième au classement général. Il participe ensuite au Tour du Trentin puis au Tour de Romandie où il prend à chaque fois la sixième place finale. Il se présente au départ du Giro où il déclare viser un podium. En milieu de troisième semaine, il se situe à la cinquième place à 1 min 27 s du maillot rose Joaquim Rodríguez. Lors de la 17e étape menant à Cortina d'Ampezzo en empruntant notamment le Passo Giau, il concède plus de 11 minutes sur les favoris au classement général et abandonne tous ses espoirs de podium en chutant au-delà de la 15e place. Il se console toutefois avec le gain de la 19e étape menant à l'Alpe di Pampeago : en attaquant lors du premier passage sur cette montée, il parvient à s'échapper et à conserver un maigre avance sur les favoris au passage de la ligne. Il termine ce Giro à la 15e place, loin de ses ambitions.

### 2013-2016: les années chez Saxo/Tinkoff et la victoire sur l'Amstel Gold Race

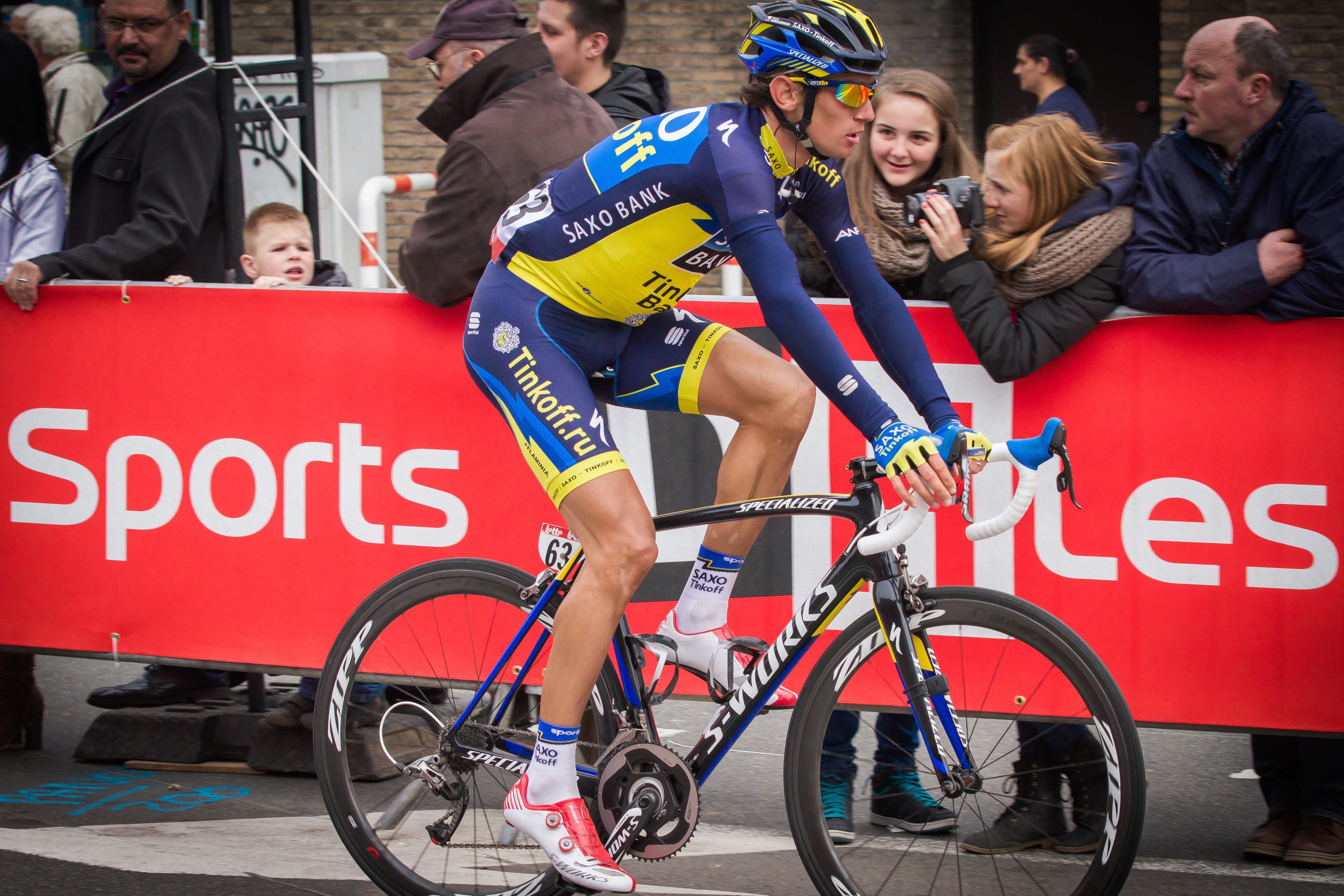
Kreuziger avant Liège-Bastogne-Liège 2013.

En 2013, Kreuziger signe chez Saxo Tinkoff. Il commence sa saison dans le sud de la France lors du Tour méditerranéen puis le Tour du Haut-Var. Il participe en mars à Tirreno-Adriatico. Il est classé deux fois dans les dix premiers. Ensuite, il court Grand Prix Miguel Indurain, où il est sixième. Début avril, il se classe 18e du Tour du Pays basque. Le 14 avril, il dispute l'Amstel Gold Race. À 18 km de l'arrivée, il attaque en compagnie d'un petit groupe dont il s'extrait à 7 km de l'arrivée et s'en va alors remporter la course en solitaire. Il devient à cette occasion le premier vainqueur tchèque de cette course néerlandaise. En juin, il est l'auteur d'un bon Tour de Suisse et fait partie des meilleurs dans la montagne. Il termine sur le podium, devancé au général par Rui Costa et Bauke Mollema. Il prend le départ du Tour de France où il a pour rôle d'aider Alberto Contador à gagner. Il s'avère que ce dernier n'a pas les résultats attendus, et qu'il a même du mal à suivre Kreuziger dans les étapes pyrénéennes. Troisième du classement général avant d'entamer les étapes décisives dans les Alpes, il achève la centième édition du Tour à la cinquième place, soit son meilleur résultat sur la course. Il contribue à la victoire de l'équipe Saxo-Tinkoff au classement par équipes. Peu après le Tour, il se classe 3e de la Classique de Saint-Sébastien. Il annonce ensuite qu'il participera au Tour d'Espagne, avec pour objectif de se préparer pour les championnats du monde, aider ses leaders Rafał Majka et Nicolas Roche, et gagner une étape. Il abandonne cette Vuelta après deux semaines de courses afin de préparer les championnats du monde. Il renonce cependant à les disputer, ne s'estimant pas dans une forme satisfaisante.

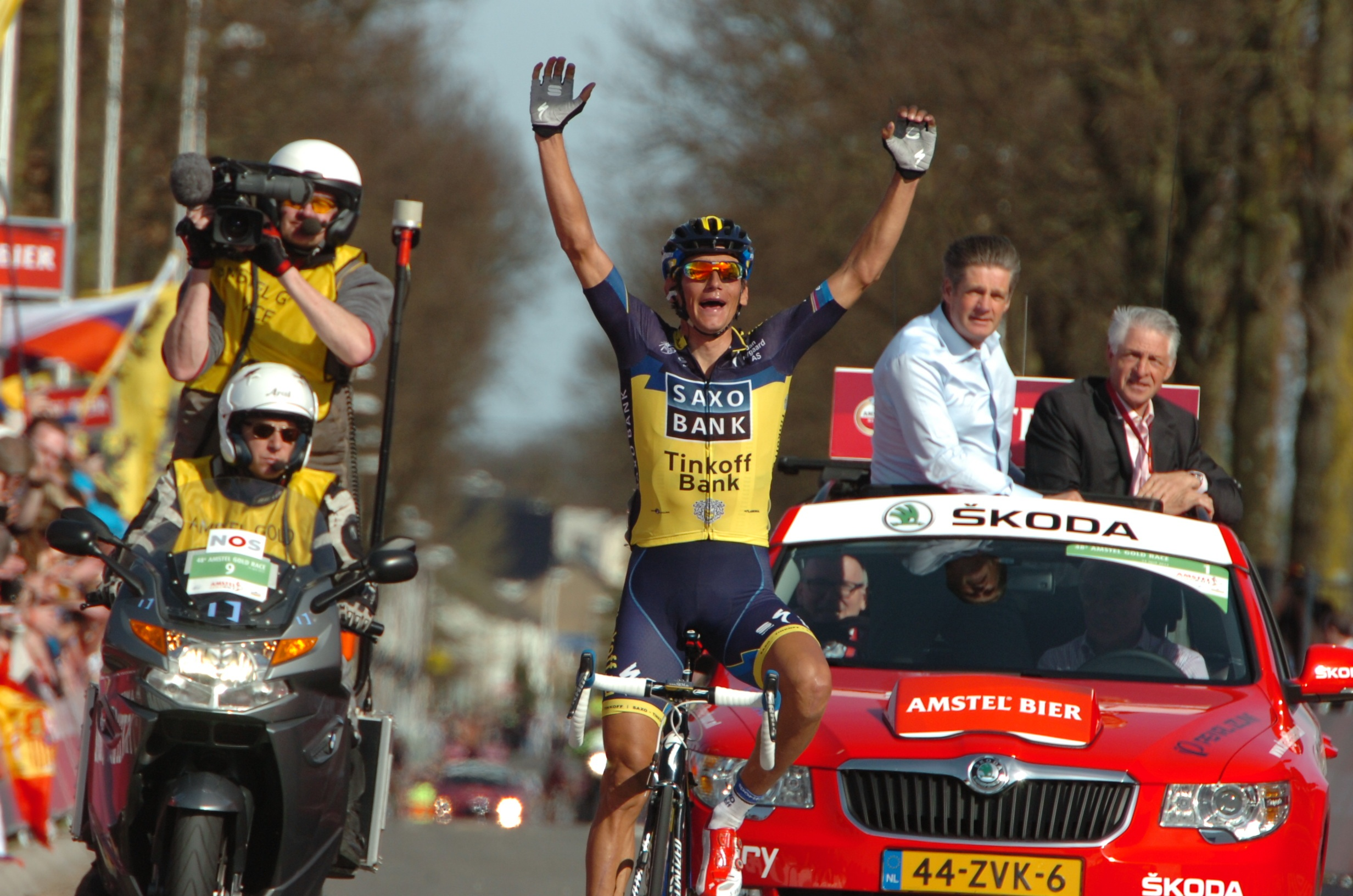
Kreuziger remporte l'Amstel Gold Race 2013.

En début de saison 2014, Roman Kreuziger est huitième du Tour d'Oman, cinquième des Strade Bianche. En mars, il finit troisième de Tirreno-Adriatico, remporté par son leader Alberto Contador. En avril, il est successivement 17e du Tour du Pays basque, où s'impose également Contador, 18e de l'Amstel Gold Race, huitième de la Flèche wallonne, septième de Liège-Bastogne-Liège. En juin, l'Union cycliste internationale (UCI) annonce l'ouverture d'une procédure disciplinaire à l'encontre de Roman Kreuziger, en raison d'anomalies dans son passeport biologique en 2011 et 2012. L'UCI a demandé à Kreuziger en mai 2013 de justifier ces données. Les analyses d'experts sollicitées par le coureur, selon lesquelles les variations des données sanguines ne sont pas dues à l'usage de produits dopants, n'ont pas convaincu le panel d'expert de la Fondation antidopage dans le cyclisme (CADF). Bien qu'il ne soit pas suspendu à ce stade de la procédure, l'équipe Tinkoff décide de ne pas aligner Kreuziger au Tour de France, qui débute la semaine suivante,. Alors qu'il comptait disputer le Tour de Pologne et le Tour d'Espagne, l'UCI décide de le suspendre provisoirement au début du mois d'août. Kreuziger fait appel de la décision de le suspendre provisoirement, mais celle-ci est confirmée par le Tribunal arbitral du sport (TAS). En septembre 2014, il est acquitté par la Commission d'arbitrage du Comité Olympique tchèque (COC) qui considère que les valeurs du passeport biologique (de Kreuziger) n'ont pas dépassé les valeurs basales. L'UCI envisage de faire appel devant le Tribunal arbitral du sport (TAS). Fin 2014, La Gazzetta dello Sport révèle qu'il fait partie des clients du controversé médecin italien Michele Ferrari. Le 5 juin 2015, il est annoncé que l'UCI et l'AMA laissent tomber les procédures judiciaires,.
Dans les premiers mois de 2015, il est dixième de Tirreno-Adriatico, où il est équipier de Contador. Il revient en tant que protagoniste du triptyque ardennais, où il se démarque avant tout sur Liège-Bastogne-Liège, arrivant avec le groupe des meilleurs, où il se classe cinquième du sprint remporté par Alejandro Valverde. Il est équipier de Contador sur le Tour d'Italie, où  l'Espagnol remporte la course. Il participe ensuite au Tour de France, à nouveau pour aider Contador, qui termine cinquième au général, tandis que Kreuziger est dix-septième. Il remporte la 6e étape du Tour du Colorado, son seul succès de la saison. Il participe aux mondiaux de Richmond, mais abandonne l'épreuve.
En 2016, il est une nouvelle fois dixième de Tirreno-Adriatico. En avril, il est notamment septième de Liège-Bastogne-Liège. Le 26 juin, il remporte son premier titre de champion de République tchèque sur la course en ligne. Pendant le Tour de France, il est toujours équipier de Contador, mais l'Espagnol, à la suite de plusieurs chutes dans les premières étapes, abandonne la course. Kreuziger termine le Tour de France à la dixième place.

### 2017-2018: derniers résultats chez Orica/Mitchelton
En 2017, il rejoint l'équipe cycliste Orica-Scott, avec un rôle d'équipier pour les frères Yates et Esteban Chaves pour les courses par étapes. En août, il remporte en solitaire l'unique édition du Pro Ötztaler 5500, une course en ligne autrichienne, caractérisée par environ 5 500 mètres de dénivelé.
Lors de l'année 2018, il cumule les places d'honneur. Après un début de saison intéressant sur les courses par étapes, il réalise des bonnes performances sur les classiques ardennaises. Il est deuxième de l'Amstel Gold Race, battu dans un sprint à deux par Michael Valgren. Il est ensuite quatrième de la Flèche wallonne, terminant dans le même temps que le troisième Jelle Vanendert. Il conclut sa semaine en se classant huitième de Liège-Bastogne-Liège. Si le reste de la saison est moins réussie, il termine fin septembre sixième des mondiaux, disputés sur un parcours très montagneux.

### 2019-2020: deux saisons difficiles chez Dimension Data/NTT
Avec sa bonne saison, il obtient un rôle de leader chez Dimension Data en 2019. Les résultats ne sont cependant pas au rendez-vous. Il se classe notamment 16e du Tour de France, 17e de la  Classique de Saint-Sébastien et 18e de l'Amstel Gold Race.
Sa saison 2020 est encore moins réussie, puisqu'il ne termine aucune course dans les 10 premiers. Son meilleur résultat est 17e de la  Classic de l'Ardèche.

### 2021: dernière saison chez Gazprom-Rusvelo
Non conservé par l'équipe NTT, il rejoint en 2021 Gazprom-RusVelo qui évolue en deuxième division. Il met un terme à sa carrière de coureur professionnel à la fin de cette saison.

### Après carrière
En 2022, il devient directeur sportif chez Bahrain Victorious.

## Palmarès sur route et classements mondiaux

### Palmarès amateur
| - 2003 - Tour de Toscane juniors - 6e du championnat du monde du contre-la-montre juniors - 2004 - Coupe du monde UCI Juniors - Champion du monde sur route juniors - Champion de République tchèque sur route juniors - Champion de République tchèque du contre-la-montre juniors - Tour de Toscane juniors : - Classement général - 2ea étape - Course de la Paix juniors : - Classement général - 1re et 4ea étapes - Grand Prix Rüebliland - 3eb étape du Giro della Lunigiana (contre-la-montre) - 2e du Tour du Pays de Vaud - Médaillé d'argent au championnat du monde du contre-la-montre juniors | - 2005 - 3e étape du Tour des régions italiennes - Mémorial Pigoni Coli - 2e du Tour des régions italiennes - 2e du championnat de République tchèque du contre-la-montre espoirs |

### Palmarès professionnel
| - 2007 - 1re (contre-la-montre par équipes) et 2e étapes de la Semaine lombarde - 6e du Tour de Romandie - 2008 - Tour de Suisse : - Classement général - 8e étape - 2e du Tour de Romandie - 2009 - Tour de Romandie : - Classement général - 4e étape - Classique de Saint-Sébastien - 3e du Tour de Suisse - 9e du Tour du Pays basque - 9e du Tour de France - 2010 - Tour de Sardaigne : - Classement général - 2e étape - 3e de Paris-Nice - 5e de l'Amstel Gold Race - 8e du Tour de Catalogne - 8e du Tour de France, - 2011 - 4e étape du Tour du Trentin - Classement du meilleur jeune du Tour d'Italie - 4e de Liège-Bastogne-Liège - 5e du Tour d'Italie, - 2012 - 19e étape du Tour d'Italie - 2e du Tour Bohemia - 3e de Tirreno-Adriatico - 6e du Tour de Romandie - 6e du Tour de Suisse | - 2013 - Amstel Gold Race - 3e du Tour de Suisse - 3e de la Classique de Saint-Sébastien - 5e du Tour de France - 2014 - 3e de Tirreno-Adriatico - 7e de Liège-Bastogne-Liège - 8e de la Flèche wallonne - 8e du Tour de Suisse - 2015 - 6e étape du Tour du Colorado - 5e de Liège-Bastogne-Liège - 10e de Tirreno-Adriatico - 2016 - Champion de République tchèque sur route - 7e de Liège-Bastogne-Liège - 10e de Tirreno-Adriatico - 10e du Tour de France - 2017 - Pro Ötztaler 5500 - 2018 - 2e de l'Amstel Gold Race - 4e de la Flèche wallonne - 6e du championnat du monde sur route - 8e de Liège-Bastogne-Liège |

### Résultat sur les grands tours

#### Tour de France
10 participations
- 2008 : 13e
- 2009 : 8e
- 2010 : 8e[n 2],[12]
- 2011 : 112e
- 2013 : 5e
- 2015 : 17e
- 2016 : 10e
- 2017 : 24e
- 2019 : 16e
- 2020 : 109e

#### Tour d'Italie
4 participations
- 2011 : 5e[13],[14],  vainqueur du classement du meilleur jeune
- 2012 : 15e, vainqueur de la 19e étape
- 2015 : 28e
- 2018 : 55e

#### Tour d'Espagne
4 participations
- 2007 : 21e
- 2009 : 61e
- 2010 : 28e
- 2013 : abandon (14e étape)

### Classements mondiaux
| Année                                 | 2005 | 2006 | 2007 | 2008 | 2009 | 2010 | 2011 | 2012 | 2013 | 2014 | 2015 | 2016 | 2017 | 2018 | 2019 | 2020 | 2021  |
| ------------------------------------- | ---- | ---- | ---- | ---- | ---- | ---- | ---- | ---- | ---- | ---- | ---- | ---- | ---- | ---- | ---- | ---- | ----- |
| UCI ProTour                           | nc   | nc   | 80e  | 4e   |      |      |      |      |      |      |      |      |      |      |      |      |       |
| Calendrier mondial                    |      |      |      |      | 7e   | 22e  |      |      |      |      |      |      |      |      |      |      |       |
| UCI World Tour                        |      |      |      |      |      |      | 29e  | 20e  | 11e  | 39e  | 61e  | 61e  | 154e | 47e  |      |      |       |
| Classement mondial                    |      |      |      |      |      |      |      |      |      |      |      | 85e  | 235e | 51e  | 365e | 728e | 1988e |
| UCI Europe Tour                       | 345e |      |      |      |      |      |      |      |      |      |      | 375e | 286e | 949e | 296e | 583e | 1346e |
|                                       |      |      |      |      |      |      |      |      |      |      |      |      |      |      |      |      |       |
| Légende : nc = non classéSource : UCI |      |      |      |      |      |      |      |      |      |      |      |      |      |      |      |      |       |

## Palmarès en cyclo-cross
- 2001-2002
  -  Champion de République tchèque de cyclo-cross cadets
  - Budvar Cup cadets
- 2003-2004
  -  Champion de République tchèque de cyclo-cross juniors
  - Centrumcross juniors, Surhuisterveen
  -  Médaillé d'argent du championnat d'Europe de cyclo-cross juniors
- 2004-2005
  -  Médaillé d'argent du championnat du monde de cyclo-cross juniors

## Récompenses
- Cycliste tchèque de l'année : 2004, 2008, 2009, 2013 et 2018